# Пёусти, Тойни
Тойни Пёусти, урождённая Миккола (фин. Toini Pöysti; 1 июля 1933, Ahlainen, Турку-Пори — 9 мая 2024) — финская лыжница, призёрка Олимпийских игр и чемпионата мира. Известна также под фамилией Миккола-Пёусти (Mikkola-Pöysti).

## Карьера
На Олимпийских играх 1960 года в Скво-Вэлли, завоевала бронзу в эстафетной гонке, кроме того заняла 6-е место в гонке на 10 км.
На Олимпийских играх 1964 года в Инсбруке, вновь завоевала бронзу в эстафетной гонке, а также дважды была 5-й, в гонках на 5 и 10 км.
На чемпионате мира-1958 в Лахти завоевала серебряную медаль в эстафете. Лучший результат спортсменки в личных гонках на чемпионатах мира, 7-е место в гонке на 10 км, так же на чемпионате 1958 года.
На чемпионатах Финляндии побеждала 1 раз, в гонке на 10 км в 1960 году.
Внучка Тойни, Пёусти, Эсси, победила в 2009 году на конкурсе красоты Мисс Финляндия.
Умерла 9 мая 2024 года в возрасте 90 лет.